# مرکز موسیقی لس آنجلس
مرکز موسیقی لس آنجلس (به انگلیسی: Los Angeles Music Center) یکی از بزرگترین مرکزهای هنرهای نمایشی در ایالات متحده آمریکا است که در شهر لس آنجلس واقع شده است.
این مرکز موسیقی که در سال ۱۹۶۴ تأسیس شده با داشتن ۴ سالن تئاتر آمانسون، دوروتی چندلر پاویون، مارک تیپر فورم و تالار کنسرت والت دیزنی سالانه میزبان ۱٫۳ میلیون بازدید کننده می‌باشد.

## سالن‌ها
- دوروتی چندلر پاویون: ۳٬۱۹۷ صندلی
- مارک تیپر فورم: ۷۳۹ صندلی
- تئاتر آمانسون: ۱٬۶۰۰ تا ۲٬۰۰۷ صندلی، بسته به چیدمان
- تالار کنسرت والت دیزنی: ۲٬۲۶۵ صندلی

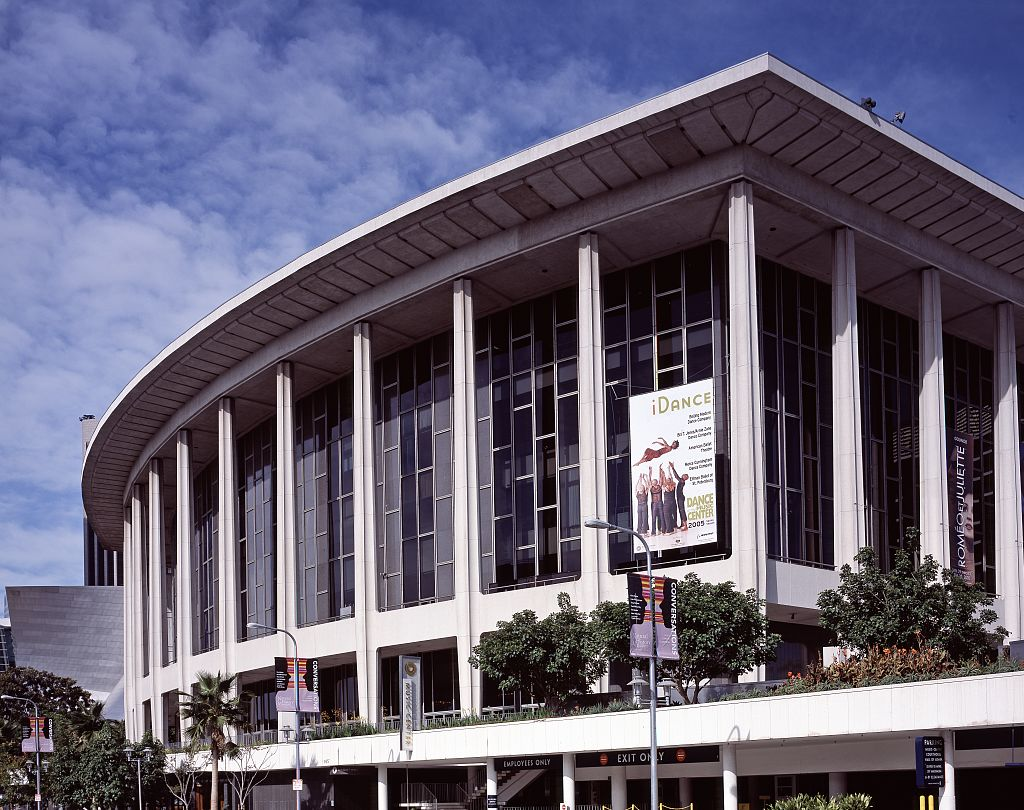
دوروتی چندلر پاویون
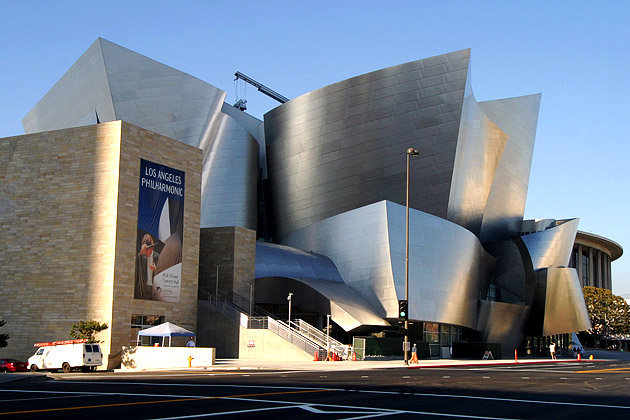
تالار کنسرت والت دیزنی
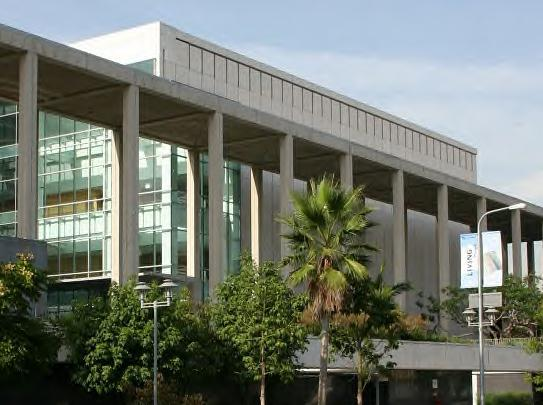
تئاتر آمانسون
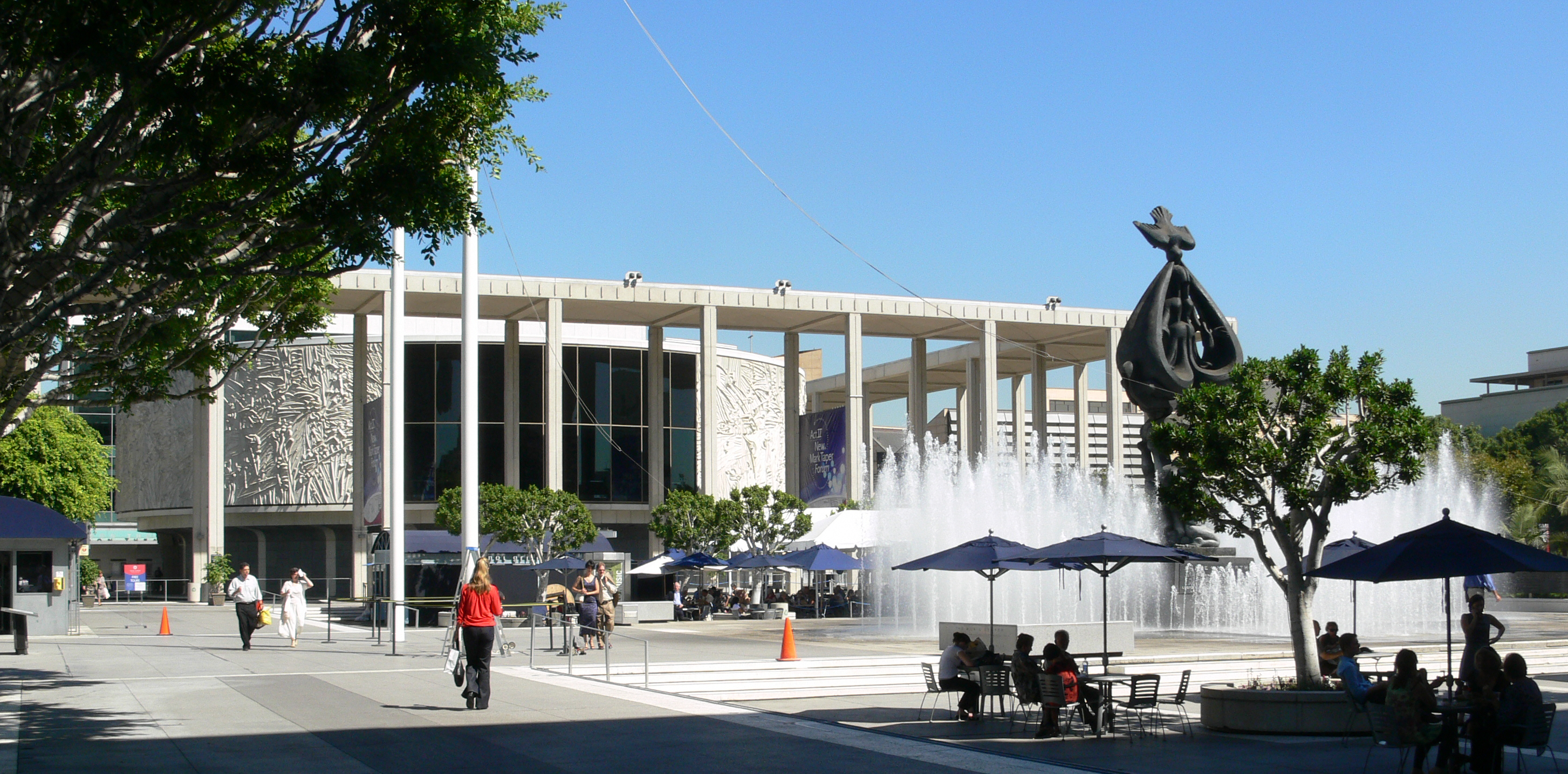
مارک تیپر فورم